# Albo d'oro del campionato europeo maschile di calcio

## Albo d'oro
Elenco dei vincitori delle 17 finali della Coppa Henri Delaunay, dal 1960 al 2024:
| Edizione | Anno | Data           | Paese Ospitante    | Sede                             | Vincitore        | Finalista        | Risultato               | Spettatori | Dettagli  |
| -------- | ---- | -------------- | ------------------ | -------------------------------- | ---------------- | ---------------- | ----------------------- | ---------- | --------- |
| I        | 1960 | 10 luglio 1960 | Francia            | Parco dei Principi Parigi        | Unione Sovietica | Jugoslavia       | 2 – 1 (dts)             | 17 966     | Dettaglio |
| II       | 1964 | 21 giugno 1964 | Spagna             | Santiago Bernabéu Madrid         | Spagna           | Unione Sovietica | 2 – 1                   | 79 115     | Dettaglio |
| III      | 1968 | 10 giugno 1968 | Italia             | Stadio Olimpico Roma             | Italia           | Jugoslavia       | 1 – 1 (dts) 2 – 0 (rip) | 32 886     | Dettaglio |
| IV       | 1972 | 18 giugno 1972 | Belgio             | Heysel Bruxelles                 | Germania Ovest   | Unione Sovietica | 3 – 0                   | 43 066     | Dettaglio |
| V        | 1976 | 20 giugno 1976 | Jugoslavia         | Stadio Stella Rossa Belgrado     | Cecoslovacchia   | Germania Ovest   | 2 – 2 (dts) (5-3 dtr)   | 30 790     | Dettaglio |
| VI       | 1980 | 22 giugno 1980 | Italia             | Stadio Olimpico Roma             | Germania Ovest   | Belgio           | 2 – 1                   | 47 860     | Dettaglio |
| VII      | 1984 | 27 giugno 1984 | Francia            | Parco dei Principi Parigi        | Francia          | Spagna           | 2 – 0                   | 47 368     | Dettaglio |
| VIII     | 1988 | 25 giugno 1988 | Germania Ovest     | Olympiastadion Monaco di Baviera | Paesi Bassi      | Unione Sovietica | 2 – 0                   | 62 770     | Dettaglio |
| IX       | 1992 | 26 giugno 1992 | Svezia             | Ullevi Göteborg                  | Danimarca        | Germania         | 2 – 0                   | 37 800     | Dettaglio |
| X        | 1996 | 30 giugno 1996 | Inghilterra        | Stadio di Wembley Londra         | Germania         | Rep. Ceca        | 2 – 1 (gg)              | 73 611     | Dettaglio |
| XI       | 2000 | 2 luglio 2000  | Belgio Paesi Bassi | de Kuip Rotterdam                | Francia          | Italia           | 2 – 1 (gg)              | 50 000     | Dettaglio |
| XII      | 2004 | 4 luglio 2004  | Portogallo         | Estádio da Luz Lisbona           | Grecia           | Portogallo       | 1 – 0                   | 62 865     | Dettaglio |
| XIII     | 2008 | 29 giugno 2008 | Austria Svizzera   | Ernst Happel Stadion Vienna      | Spagna           | Germania         | 1 – 0                   | 51 428     | Dettaglio |
| XIV      | 2012 | 1º luglio 2012 | Polonia Ucraina    | Stadio Olimpico di Kiev Kiev     | Spagna           | Italia           | 4 – 0                   | 63 170     | Dettaglio |
| XV       | 2016 | 10 luglio 2016 | Francia            | Stade de France Saint-Denis      | Portogallo       | Francia          | 1 – 0 (dts)             | 75 868     | Dettaglio |
| XVI      | 2020 | 11 luglio 2021 | Europa             | Stadio di Wembley Londra         | Italia           | Inghilterra      | 1 – 1 (dts) (3-2 dtr)   | 67 173     | Dettaglio |
| XVII     | 2024 | 14 luglio 2024 | Germania           | Olympiastadion Berlino           | Spagna           | Inghilterra      | 2 – 1                   | 65 600     | Dettaglio |

## Statistiche

### Vittorie
Per nazione
Di seguito la lista delle nazionali che hanno vinto una finale del campionato europeo di calcio divenendo quindi "campioni d'Europa".
| Nazioni          | Vittorie | Anni vittorie          |
| ---------------- | -------- | ---------------------- |
| Spagna           | 4        | 1964, 2008, 2012, 2024 |
| Germania         | 3        | 1972, 1980, 1996       |
| Italia           | 2        | 1968, 2020             |
| Francia          | 2        | 1984, 2000             |
| Unione Sovietica | 1        | 1960                   |
| Cecoslovacchia   | 1        | 1976                   |
| Paesi Bassi      | 1        | 1988                   |
| Danimarca        | 1        | 1992                   |
| Grecia           | 1        | 2004                   |
| Portogallo       | 1        | 2016                   |

Consecutive
Di seguito la lista delle vittorie consecutive in finale, bissando il titolo di "campione d'Europa" e dunque vincendo da campioni in carica.
| Nazione | Totale | Edizioni   |
| ------- | ------ | ---------- |
| Spagna  | 2      | 2008, 2012 |

### Partecipazioni
Per nazione
Di seguito la lista delle nazionali che hanno preso parte a finali del campionato europeo di calcio. In giallo sono evidenziate le nazionali che hanno vinto almeno una finale divenendo "campioni d'Europa", in grigio le nazioni che hanno sempre perso le finali.
| Nazione          | Totale | Vittorie | Sconfitte | Finali vinte           | Finali perse     |
| ---------------- | ------ | -------- | --------- | ---------------------- | ---------------- |
| Germania         | 6      | 3        | 3         | 1972, 1980, 1996       | 1976, 1992, 2008 |
| Spagna           | 5      | 4        | 1         | 1964, 2008, 2012, 2024 | 1984             |
| Italia           | 4      | 2        | 2         | 1968, 2020             | 2000, 2012       |
| Unione Sovietica | 4      | 1        | 3         | 1960                   | 1964, 1972, 1988 |
| Francia          | 3      | 2        | 1         | 1984, 2000             | 2016             |
| Cecoslovacchia   | 2      | 1        | 1         | 1976                   | 1996             |
| Portogallo       | 2      | 1        | 1         | 2016                   | 2004             |
| Jugoslavia       | 2      | 0        | 2         | –                      | 1960, 1968       |
| Inghilterra      | 2      | 0        | 2         | –                      | 2020, 2024       |
| Paesi Bassi      | 1      | 1        | 0         | 1988                   | –                |
| Danimarca        | 1      | 1        | 0         | 1992                   | –                |
| Grecia           | 1      | 1        | 0         | 2004                   | –                |
| Belgio           | 1      | 0        | 1         | –                      | 1980             |

Consecutive
Di seguito la lista delle nazionali che hanno preso parte a più finali consecutive del campionato europeo di calcio. In grassetto le finali vinte, in corsivo quelle perse.
| Nazione          | Totale | Vittorie | Sconfitte | Edizioni         |
| ---------------- | ------ | -------- | --------- | ---------------- |
| Germania         | 3      | 2        | 1         | 1972, 1976, 1980 |
| Spagna           | 2      | 2        | 0         | 2008, 2012       |
| Unione Sovietica | 2      | 1        | 1         | 1960, 1964       |
| Germania         | 2      | 1        | 1         | 1992, 1996       |
| Inghilterra      | 2      | 0        | 2         | 2020, 2024       |

### Per tempo di gioco
Di seguito la lista delle finali, classificate per tempo di gioco servito per determinare la nazionale vincitrice del torneo.
| Tipologia           | Totale | Edizioni                                                         |
| ------------------- | ------ | ---------------------------------------------------------------- |
| Tempi regolamentari | 11     | 1964, 1968, 1972, 1980, 1984, 1988, 1992, 2004, 2008, 2012, 2024 |
| Tempi supplementari | 4      | 1960, 1996, 2000, 2016                                           |
| Tiri di rigore      | 2      | 1976, 2020                                                       |